# 3. marinska pehotna divizija (Wehrmacht)
Za druge 3. divizije glejte 3. divizija.
3. marinska pehotna divizija  je bila marinska divizija v sestavi Kriegsmarine (Wehrmacht) med drugo svetovno vojno.

## Zgodovina
Divizija je bila ustanovljena 1. aprila 1945 iz reorganizirane 168. pehotne divizije.

## Vojna služba
| Datum            | Korpus             | Armada              | Armadna skupina          | Področje (vir) |
| april - maj 1945 | Festung Swinemünde | 3. tankovska armada | Armadna skupina Weichsel | Swinemünde     |

## Organizacija
- štab
- 8. marinski pehotni polk
- 9. marinski pehotni polk
- 10. marinski pehotni polk
- 3. marinski fusilerski bataljon
- 3. nadomestni bataljon
- 3. tankovskolovski bataljon
- 234. artilerijski polk
- 3. marinski pionirski bataljon
- 3. komunikacijski bataljon

## Poveljstvo
Poveljnik
- Polkovnik von Witzleben (1. april - 3. april 1945)
- Polkovnik Fritz Fullriede (3. april - 8. maj 1945)